# Pneumocystose
 (mars 2013).
Si vous disposez d'ouvrages ou d'articles de référence ou si vous connaissez des sites web de qualité traitant du thème abordé ici, merci de compléter l'article en donnant les références utiles à sa vérifiabilité et en les liant à la section « Notes et références ».
 Mise en garde médicale
La pneumocystose ou pneumonie à Pneumocystis est une forme de pneumopathie causée par le microorganisme Pneumocystis jirovecii (anciennement appelé Pneumocystis carinii). C'est une maladie retrouvée chez les malades immunodéprimés (infection opportuniste). Cet agent pathogène est spécifique des êtres humains.
L'infestation à P. jiroveci est très courante dans la population générale, de l'ordre de 70 %, mais ne conduit à une maladie pulmonaire que lorsqu'il existe une immunodépression profonde. C'est l'une des principales infections fongiques humaines dans le monde.
Les deux types de patients les plus concernés sont les greffés sous immunosuppresseurs et les patients séropositifs VIH au stade SIDA.

## Épidémiologie

Pneumocystis jirovecii

Il s'agit d'une pathologie rare chez les personnes non immunodéprimées et fréquente chez les patient(e)s immunodéprimées.
On retrouve le Pneumocystis jiroveci dans le monde entier. Une augmentation inhabituelle des cas de pneumocystose a eu lieu aux États-Unis dans les années 1980. Ceci a entrainé une augmentation importante de la demande d'un antiparasitaire rarement utilisé, le pentamidine, qui a été le premier indice de santé publique de l'existence du Sida.
Avant le développement de nouveaux traitements, la pneumocystose était une cause fréquente et commune de décès chez les patients atteints de Sida. L'incidence de pneumocystose a beaucoup diminué en instituant du cotrimoxazole pour prévenir la pathologie chez les patients qui ont un taux de CD4 inférieur à 200 cellules/mm3. Dans les populations qui ne peuvent pas avoir accès à un traitement préventif, la pneumocystose continue d'être une cause majeure de décès liée au Sida.
En dehors du SIDA, l'infection se voit chez les patients immunodéprimés : cancer, patient ayant un traitement antirejet pour une transplantation, maladies inflammatoires...

## Signes cliniques
Les signes inauguraux sont discrets et peu spécifiques : instauration d'une toux sèche qui se majore peu à peu, accompagnée de fièvre, d'une dyspnée d'apparition progressive et d'une altération de l'état général avec perte de poids, des sueurs nocturnes. L'auscultation pulmonaire est peu spécifique, souvent normale au début de la maladie.
Chez un patient VIH connu présentant ces signes, il faut immédiatement évoquer la pneumocystose.
Chez un patient non VIH connu mais présentant ce tableau et ne répondant pas à un traitement antibiotique classique de pneumonie bactérienne, il faut réaliser une sérologie VIH.
En l'absence de traitement, l'évolution se fait vers un tableau de pneumonie interstitielle diffuse avec insuffisance respiratoire aigüe.
Le pneumothorax est une complication bien connue de la pneumocystose. Douleur thoracique aigüe, dyspnée d'apparition rapide et diminution du murmure vésiculaire à l'auscultation doivent faire évoquer ce diagnostic.
Le Pneumocystis jiroveci peut, mais rarement, envahir d'autres organes comme le foie, la rate ou encore les reins.

## Diagnostic

### Imagerie

Radiographie du thorax de face d'un patient atteint de pneumocystose : images alvéolo-interstitielles bilatérales aux bases.

La radiographie thoracique retrouve des images alvéolo-interstitielles diffuses, bilatérales et à prédominance périhilaire (infiltrat en verre dépoli). À noter que la radiographie peut également être normale au début de la maladie ou au contraire avec de multiples opacités (complètement « blanche ») à un stade tardif.
Le scanner thoracique montre des opacités en verre dépoli dans plus de la moitié des cas, ainsi qu'un aspect interstitiel dans un cinquième des cas.

### Biologie
Le patient ayant essentiellement une toux sèche, l'analyse des crachats est peu contributif. Le diagnostic biologique consiste en la mise en évidence directe de Pneumocystis jirovecii dans un liquide de lavage bronchoalvéolaire ou lors d'une biopsie bronchique. On peut faire une analyse cytologique, immunofluorescence (recherche d'anticorps), histochimie ou par PCR (recherche du génome du germe).
La PCR ne permet toutefois pas de distinguer une colonisation d'une infection. Les ß-D-glucane sériques peuvent aider au diagnostic du fait de leur grande sensibilité avec une assez bonne spécificité.
Les gaz du sang sont perturbés avec une PaO2 remarquablement plus basse que ne pourraient le prévoir les symptômes pulmonaires.
Dans tous le cas, le statut sérologique du HIV doit être déterminé.

## Physiopathologie
L'infection se propage au tissu interstitiel, au tissu fibreux, des poumons et entraîne un épaississement des septa interalvéolaires et des alvéoles qui aggravent l'hypoxie. Dans cette situation, les taux de LDH augmentent et les échanges gazeux sont diminués. L'oxygène diffuse plus difficilement dans le sang ce qui entraîne une hypoxie qui peut être sévère. L'hypoxie associée à l'augmentation du dioxyde de carbone (CO2) stimule l'effort d'hyperventilation ce qui entraîne une dyspnée (essoufflement).
Dans les cas avérés de pneumonie à P. jirovecii, la pullulation du champignon s'accompagne d'une coinfection par des trichomonadines, protistes unicellulaires flagellés parabasaliens (Parabasalia) de la famille des Trichomonadidae. Ces parasites (incluant le commensal Trichomonas tenax, Trichomonas vaginalis et Tritrichomonas foetus) se présentent sous une forme amiboïde, sans flagelle, ce qui rend difficile leur identification sous le microscope. La transformation amiboïde est un argument en faveur d'une action délétère qui reste néanmoins conjecturale.

## Traitement
Le traitement prophylactique est à base de cotrimoxazole dès que le taux de lymphocytes T CD4+ est inférieur au seuil de 200 cellules/mm3 chez les patients VIH. En cas d'allergie au cotrimoxazole, la prophylaxie se fait par aérosols mensuels de pentamidine ou par atovaquone.
Le traitement curatif fait aussi appel au cotrimoxazole en première intention. L'association clindamycine-primaquine, en deuxième intention, s'avère meilleure que la pentamidine. Dans les formes peu sévères, un traitement par atovaquone peut également se discuter. Le recours à un traitement par dapsone voire par caspofungine est possible en l'absence d'autres recours thérapeutiques.
La pentamidine a été historiquement utilisée mais a de nombreux effets indésirables (pancréatite, insuffisance rénale, hépatotoxicité, leucopénie, rash cutané, hypoglycémie).
Une corticothérapie ainsi qu'une oxygénothérapie y sont associées lorsqu'il existe une hypoxie pour éviter l'inflammation chez le patient VIH, de préférence dans les 72 h suivant l'initiation du traitement. L'efficacité d'une corticothérapie chez le patient non-VIH n'est en revanche pas démontrée.